# Аретуса (миноносец)
«Аретуса» — миноносец ВМФ Греции, принявший участие в Первой и Второй мировых войнах.
Принадлежит серии греческих миноносцев построенных в 1912 −1913 годах германской верфью Vulcan Werke AG, Stattin — Bredow, получивших имена нимф и океанид древней греческой мифологии. Корабль получил имя нимфы Аретусы (греч. Αρέθουσα) . Другими кораблями серии были Дорис, Дафни Эгли, Алкиони и Тетис. Греческий флаг был поднят в 1913 году, в Шецине, тогда Германия.
В Первой мировой войне миноносец сопровождал конвои в Эгейском море, а также производил противолодочное патрулирование.
В 1926 году на корабле был произведен капитальный ремонт, после которого основной задачей миноносца стало патрулирование проливов.
В греко-итальянской войне 1940—1941 годов миноносец принял участие под командованием капитана Т. Пангалоса. После вступления в войну Германии, пришедшей на помощь итальянцам, 24 апреля 1941 года, за 3 дня до вступления немцев в Афины, миноносец подвергся атаке немецких самолётов в заливе Варкиза, Аттика. Корабль получил множество пробоин и потерял ход. Не имея возможности заделать течи и следовать согласно приказу на юг, командир приказал экипажу потопить корабль

## Наследник
Аретуса (танкер), вошедший в состав ВМФ Греции в 1959 году. Выведен из состава флота в 2004 году.